# Вирц, Карл
Карл Ойген Юлиус Вирц (нем. Karl Eugen Julius Wirtz; 24 апреля 1910, Кёльн — 12 февраля 1994) — немецкий физик-ядерщик.

## Биография
С 1929 по 1934 Карл Вирц изучал физику, химию и математику в университетах Бонна, Фрайбурга и Бреслау. В 1934 Клеменс Шефер из университета Бреслау присвоил ему докторскую степень. С 1935 по 1937 был научным сотрудником на кафедре Карла Фридриха Бонхёффера в Лейпцигском университете. Примерно в это же время он вступил в Национал-социалистический союз учителей (NSLB), однако не в NSDAP. Членство в NSLB позволило ему в 1938 пройти хабилитацию, необходимую для получения должности приват-доцента (и, соответственно, возможности преподавать) в Берлинском университете имени Гумбольдта. Темой работы были «электрохимические основы электролитического производства тяжёлой воды». Некоторым, более маститым коллегам Вирца, например Максу фон Лауэ, подобное не потребовалось.
С 1937 работал в группе Вернера Гейзенберга и Петера Дебай в берлинском Кайзер-Вильгельм институте, во время Второй мировой войны принимал участие в немецкой ядерной программе. Так, в частности, начиная с 1940, вместе с Фридрихом Боппом и Эрихом Фишером он разрабатывал проект атомного реактора. В 1944 назначен главой исследовательского отдела института, переведенного годом ранее в Хехинген.
В конце весны 1945 в ходе операции «Алсос» Вирц в числе десяти учёных-ядерщиков был задержан войсками союзников и провёл полгода в Фарм-Холл, пока союзники пытались выяснить уровень германской ядерной программы
После освобождения с 1946 по 1957 работал начальником отдела в Институте ядерной физики Общества Макса Планка (новое название бывшего Института физики Общества кайзера Вильгельма), открытом в Гёттингене, находившемся в тогдашней британской зоне оккупации, в 1948-57 также экстраординарный профессор гёттингенского университета. Там же группу разработчиков реактора, в которую среди прочих входил Рудольф Шультен.
В апреле 1957 в числе 18 ведущих учёных подписал т. н. «Гёттингенский манифест», в котором призывал добровольно отказаться от ядерного оружия. Подписавшиеся также обязывались не принимать участие в его производстве, испытаниях или применения.
Карл Вирц сыграл важную роль в создании ядерного исследовательского центра Карлсруэ в 1957 году, в 1957 был в нём директором Института нейтронной физики, а также профессором местного университета. Возглавлял проектирование первого самостоятельно разработанного и построенного германского ядерного реактора («Forschungsreaktor 2»).
С 1965 по 1967 председатель научного совета исследовательского центра Карлсруэ. В 1974-76 декан факультета машиностроения в местном Технологическом институте Karlsruhe.
Также в 1966—1968 Исполнительный Вице-президент Европейского общества по атомной энергии и консультант западногерманского правительства по вопросам, касающимся Договора о нераспространении ядерного оружия; в 1972—1977 — член президиума Германского атомного форума.
В честь Карла Вирца Германское ядерное общество, учредило премию его имени. Она присуждается раз в три года молодым учёным и инженерам за выдающиеся научные достижения в области ядерной энергетики и смежных дисциплин. Премия предназначена для развития науки и техники в области мирного использования ядерной энергии.

## Сочинения
- Horst Korsching und Karl Wirtz Trennung von Flussigkeitsgemischen mittels kombinierter Thermodiffusion und Thermosiphonwirkung: Methode von Clusius und Dickel, Naturwissenschaften Volume 27, Number 7, Page 110 (February, 1939)
- Horst Korsching und Karl Wirtz Trennung der Zinkisotope durch Thermodiffusion in flussiger Phase (Verlag der Akademie der Wissenschaften, 1939)
- zusammen mit Karl Heinz Beckurts: Elementare Neutronenphysik, Springer, 1958
- Die Atomenergie, 1960
- Karl Heinrich Beckurts and Karl Wirtz Neutron Physics (Springer-Verlag, New York, NY, 1964)
- Karl Winnacker und Karl Wirtz Das unverstandene Wunder: Kernenergie in Deutschland (Econ, 1975) ISBN 3-430-19792-9
- Karl Winnacker and Karl Wirtz Atome Illusion ou Miracle? (P.U.F., 1977)
- Karl Wirtz Lectures on Fast Reactors (Universitat Karlsruhe, 1978, 1982)
- Im Umkreis der Physik, Kernforschungszentrum Karlsruhe, 1988 (Erinnerungen)
- Karl Winnacker and Karl Wirtz Nuclear Energy in Germany (American Nuclear Society, 1993) ISBN 0-89448-018-9